# سیدموسی
سیدموسی، روستایی از توابع بخش مرکزی شهرستان شوش در استان خوزستان ایران است.

## جمعیت
این روستا در دهستان بن معلی قرار دارد و براساس سرشماری مرکز آمار ایران در سال ۱۳۸۵، جمعیت آن ۱۱۰ نفر (۲۱خانوار) بوده‌است.
مذهب ساکنان این روستا شیعه اثنی عشری است و به زبان عربی تکلم می کنند.
محل سکونت اولیه ی اهالی روستا در کنار رودخانه ی کرخه بوده است که بدلیل طغیان‌های مکرر این رودخانه به محل کنونی نقل مکان کردند.
در دوران 8 سال دفاع مقدس، مرحوم سیدموسی نجات با تجهیز از سوی نیروهای سپاه و با تشکیل هسته‌های بسیج مردمی در برابر رژیم بعث عراق ایستادگی کرد.